# Manala
Manala è il decimo album dei Korpiklaani, gruppo Folk metal finlandese, pubblicato il 3 agosto 2012 dall'etichetta discografica Nuclear Blast Records.
Il secondo CD contiene la versione inglese delle tracce del primo, ad eccezione di quella bonus.

## Tracce
CD 1
1. Kunnia – 3:25
2. Tuonelan tuvilla – 3:10
3. Rauta – 3:06
4. Ruuminmultaa – 3:37
5. Petoeläimen kuola – 3:15
6. Synkkä – 5:25
7. Ievan polkka – 3:08
8. Husky Sledge – 1:49
9. Dolorous – 3:05
10. Uni – 3:49
11. Metsälle – 5:35
12. Sumussa hämärän aamun – 6:19 – Bonus track

CD 2
1. Honor – 3:25
2. At The Huts Of The Underworld – 3:10
3. The Steel – 3:06
4. Soil Of The Corpse – 3:37
5. Predator's Saliva – 3:15
6. Dismal – 5:25
7. Ieva's Polka – 3:08
8. Husky-Sledge – 1:49
9. Dolorous – 3:05
10. Dream – 3:49
11. Off To The Hunt – 5:35